# جورج س. هال
جورج س. هال (بالإنجليزية: George C. Hull)‏ هو كاتب سيناريو أمريكي، ولد في 28 يناير 1878 في كولهابور في الهند، وتوفي في 2 فبراير 1953 في لوس أنجلوس في الولايات المتحدة.

## وصلات خارجية
- جورج س. هال على موقع IMDb (الإنجليزية)
- جورج س. هال على موقع ألو سيني (الفرنسية)
- جورج س. هال على موقع أول موفي (الإنجليزية)
- جورج س. هال على موقع قاعدة بيانات الأفلام السويدية (السويدية)
- جورج س. هال على موقع قاعدة بيانات الفيلم (الإنجليزية)
- جورج س. هال على موقع كينوبويسك (الروسية)